# 谢正
谢正（1480年—1546年），浙江余姚人，字大中，号茅山，明朝政治人物。

## 生平
生于余姚泗门谢氏，内阁大学士谢迁长子，弟谢丕。以父荫授中书舍人，后入文渊阁任编撰，修编皇帝实录，升礼部仪制清吏员外郎，敕封辽主副使。明世宗继位后，要启用谢迁，当时谢迁已老迈，于是派谢正入朝面见皇帝谢恩并劝谏世宗。
擅长书法。遗物有今浙江余姚泗门谢氏始祖祠堂匾额，为谢正于明正德年间所书。另有其构建的茅山草亭遗迹。

## 出典
1. 1 2  . 中国历代名人图像细览.[]
2. ↑  . 余姚日报. 2015年2月28日  [2015年8月5日]. （原始内容存档于2016年3月4日）.
3. ↑  . 余姚图书馆.   [2015-08-05]. （原始内容存档于2016-03-06）.
4. ↑  . 谢氏网. 2013-10-14  [2015-08-05]. （原始内容存档于2016-03-04）.
5. ↑  . 宁波文化遗产保护网. 2012-09-23  [2015-08-05]. （原始内容存档于2016-03-04）.